# Ryan Sypek
Ryan Sypek (Boston, Massachusetts, 1982. augusztus 6. –) amerikai filmszínész.

## Pályája
Ryan 2000-ben érettségizett és utána a Bostoni Egyetemen végezte felsőfokú tanulmányait. Egyetemi tanulmányai alatt elvégzett egy szemesztert Londonban a LAMDA-n (London Academy Music és Dramatic Art). Végzettségét tekintve főiskolai szintű szépművészeti diplomával rendelkezik. Már felsőfokú tanulmánya alatt megkezdte színészi pályafutását. Jack Huntert játszotta a The Rose Tattoo-ban a Huntington Theatre-nél Bostonban. Magas növésű (1,86 m) és eredetileg Matt Ritter szerepére jelentkezett a Futótűzbe (Wildfire), de végül Juniornak osztották be, mely szerep eredményeképpen kezdődött népszerűsége. Mielőtt a Futótűzben játszott, a híres Beverly Hills Hotelnél dolgozott az autóparkolóban. Ismertebb filmszerepei: Kenneth Junior Davist játssza a Futótűzben és a Jessica Simpson nevével fémjelzett, 30 millió dolláros költségvetésű Greek című filmben Mills Evans őrmester szerepét alakítja.

## Filmográfia
- Christmas Cupid (2010) - Jason
- Így jártam anyátokkal (2009), epizód: Mosbius Designs - PJ
- Private Valentine: Blonde & Dangerous (2008) - Sgt. Mills Evans
- Greek (2008), epizód: Két party meséje - Ryan Prince
- Futótűz (2005-2008) - Junior Davis

## Fordítás
- Ez a szócikk részben vagy egészben  a   Ryan Sypek című angol Wikipédia-szócikk fordításán alapul.  Az eredeti cikk szerkesztőit annak laptörténete sorolja fel. Ez a jelzés csupán a megfogalmazás eredetét és a szerzői jogokat jelzi, nem szolgál a cikkben szereplő információk forrásmegjelöléseként.